# Woody Johnson
Pour les articles homonymes, voir Robert Johnson (homonymie) et Johnson.
Robert Wood « Woody » Johnson IV, né le 12 avril 1947 à New Brunswick (New Jersey), est un entrepreneur et philanthrope américain. Il est le propriétaire des Jets de New York,. De 2017 à 2021, il est ambassadeur des États-Unis au Royaume-Uni.

## Débuts
Il est l'arrière-petit-fils de Robert Wood Johnson (cofondateur de Johnson & Johnson), 
Woody Johnson est né à New Brunswick (New Jersey). Son père était Robert Wood Johnson III, président de Johnson & Johnson pour quatre ans, et sa mère était Betty Wold Johnson. Johnson a grandi avec quatre frères et sœurs: Keith Johnson, Billy Johnson, Elizabeth « Libet » Johnson, et Christopher Johnson Wold. Il est diplômé de la Millbrook School et de l'université de l'Arizona.

## Carrière
Johnson s'est impliqué dans des organismes de bienfaisance à temps plein dans les années 1980. Il est membre du think tank Council on Foreign Relations. Sa famille a été touchée par deux maladies, le diabète et le lupus ; elles l'ont motivé à jouer un rôle dans la collecte de fonds pour prévenir, traiter et guérir les maladies auto-immunes. Il a dirigé ses efforts sur le Capitole et les National Institutes of Health pour accroître le financement de la recherche sur le lupus, le diabète et autres maladies auto-immunes et personnellement contribué à des causes liées au diabète, après que sa fille Casey a été diagnostiquée avec la maladie. Il a également créé une fondation de recherche, l'Alliance for Lupus Research (Alliance pour la recherche sur le lupus), après que le lupus de sa fille Jaime a été diagnostiqué.
Johnson a acheté les Jets de New York pour 635 millions de dollars, le troisième montant le plus élevé jamais payé pour une équipe de sport professionnel, et le plus élevé pour la ville de New York. L'équipe a été vendue 100 millions de dollars plus cher que ne le prévoyaient les estimations de certains analystes sportifs financiers. En se basant sur la performance financière récente des Jets et la baisse des revenus au Giants Stadium, les analystes ont déclaré que l'équipe avait une valeur réelle d'environ 250 millions de dollars.
Après avoir acheté les Jets, Johnson a annoncé des plans pour les déplacer aux West Side Stadium à Manhattan. Cependant, après l'échec du projet en 2005, Johnson a annoncé que les Jets investiraient un nouveau stade, le Meadowlands Stadium (ouvert le 10 avril 2010) en copropriété avec les Giants. Johnson a siégé au NFL Commissioner Search Comitee qui a dressé une liste de 185 candidats à la succession de Paul Tagliabue et abouti à la sélection finale de Roger Goodell.
Johnson est le CEO de la Société Johnson, Inc, une firme d'investissement privée fondée en 1978. En août 2006, Johnson a été invité à témoigner devant une commission du Sénat pour sa participation à un système d'optimisation fiscale. Un rapport du Sénat indique que Johnson et quelques autres, ont été en mesure d'acheter, pour une somme relativement faible, environ deux milliards de dollars de pertes en capital, qu'ils ont utilisées pour effacer les gains imposables qui venaient de leurs ventes d'actions. Le Trésor américain aurait perdu environ 300 millions de dollars de revenus en conséquence. Dans un communiqué, Johnson a dit qu'il avait été conseillé par ses avocats en 2000 et que l'opération « était compatible avec le Code général des impôts. ». Mais après que l'Internal Revenue Service (IRS) ait contesté ce point en 2003, Johnson a trouvé un arrangement avec l'IRS et a accepté de payer cent pour cent de l'impôt dû, plus les intérêts.
Il a été le président du comité de pré-mise en service de l'unité (navire) USS New York.
En 2017, il est nommé ambassadeur des États-Unis au Royaume-Uni par le président Donald Trump. Il donne en 2020 deux millions de dollars à la campagne de Trump pour sa réélection.

## Vie privée
En 1977, Johnson épouse l'ancien mannequin Nancy Vente Johnson Rashad. Ils ont eu trois enfants : Casey, Jaime, et Daisy, avant de divorcer en 2001. Début 2010, Casey est morte d'une acidocétose diabétique. En 2009, il épouse Suzanne Ircha Johnson, une ancienne actrice et directrice chez Sandler O'Neill & Partners. Ils ont deux enfants : Robert Wood Johnson V et Jack Wood Johnson.
Johnson a des maisons à Bedminster Township (New Jersey) et à New York.